# 魯任齊
魯任齊，是保加利亞西北部維丁州魯任齊市鎮的村庄及行政中心，面積21.6平方公里，海拔高度192米，2015年人口776，人口密度每平方公里35.93人。